# Carduus macracanthus
Carduus macracanthus là một loài thực vật có hoa trong họ Cúc. Loài này được Sch.Bip. ex Kazmi mô tả khoa học đầu tiên năm 1963.